# Quatuor Aeolian
Le Quatuor Aeolian est un ensemble de musique de chambre britannique du XXe siècle formé de deux violons, un alto et un violoncelle.
Fondé en 1927 sous le nom de Quatuor Stratton, qu'il conserve jusqu'en 1944, il est quatuor-résident de l'Université de Newcastle upon Tyne. Il a enregistré l'intégrale des quatuors à cordes de Joseph Haydn (68 opus) à partir de 1976. Il s'est dissous en 1981.

## Membres
Premier violon :
- George Stratton (1927-1944),
- Max Salpeter (1944-1946),
- Alfred Cave (1946-1952),
- Sydney Humphreys (1952-1970),
- Emanuel Hurwitz (1970-1981)

Deuxième violon :
- William Manuel (1927-1931),
- David Carl Taylor (1932-1941),
- Teddy Virgo (1941-1943),
- Irene Richards (1943-1944),
- Colin Sauer (1944-1946 et 1952-1953),
- Leonard Dight (1946-1952),
- Trevor Williams (1953-1961),
- Robert Cooper (1961-1962),
- Raymond Keenlyside (1962-1981)

Alto :
- Lawrence Leonard (1927-1932),
- Watson Forbes (1932-1964),
- Margaret Major (1964-1981)

Violoncelle :
- John Moore (1927-1956),
- Derek Simpson (1956-1981)

## Créations
- Quatuor nº 1 d'Andrzej Panufnik (1976)

## Source
- Alain Pâris, Dictionnaire des interprètes, Bouquins/Laffont 1989 p.1049